# بول أندرسن
بول أندرسن (بالدنماركية: Poul Andersen)‏ (16 فبراير 1928 - 8 ديسمبر 2010) هو مدرب كرة قدم ولاعب كرة قدم دانمركي في مركز الوسط، شارك في الألعاب الأولمبية الصيفية 1952. وشارك مع منتخب الدنمارك لكرة القدم. أما مع النوادي، فقد لعب مع Boldklubben af 1893 ‏.

## وصلات خارجية
- بول أندرسن على موقع قاعدة بيانات كرة القدم.إي يو (الإنجليزية)
- بول أندرسن على موقع أوليمبيديا (الإنجليزية)